# Bataille de Basing
Batailles
- Englefield
- Reading
- Ashdown
- Basing
- Meretun
- Cynuit
- Ethandun

La bataille de Basing se déroule le 22 janvier 871 près d'Old Basing, dans le Hampshire. Elle oppose l'armée du Wessex, conduite par le roi Æthelred, aux Vikings de la Grande Armée.
Deux semaines après leur victoire à Ashdown, les Anglais sont battus par les Danois lors de ce nouvel affrontement.